# Ligue mondiale de hockey sur gazon
La ligue mondiale de hockey sur gazon est une compétition internationale de hockey sur gazon ouverte à toutes les équipes nationales. Elle est organisée par la Fédération internationale de hockey sur gazon. Le tournoi se déroule en quatre tours sur 2 ans qui qualifient les meilleures équipes pour le tour suivant.
La ligue mondiale permet de déterminer les équipes qualifiées pour la coupe du monde de hockey sur gazon et pour les Jeux olympiques.
Elle est remplacée en 2019 par la Ligue professionnelle de hockey sur gazon.

## Format

### 2012-2014
- 1er tour : Il réunit toutes les équipes classées au-delà de la 16e place mondiale. Le nombre de groupes dépend du nombre de participants.
- 2e tour : Il réunit les équipes classées entre la 9e et la 16e place + les 16 meilleures équipes du 1er tour. Les 24 équipes sont divisées en 4 groupes de 6.
- Demi-finales : Elles réunissent les équipes classées entre la 1re et la 8e place + les 8 meilleures équipes du 2e tour. Les 16 équipes sont divisées en 2 groupes de 8.
- Finale : Elle réunit les 8 meilleures équipes des demi-finales (dont l'hôte). Les 8 équipes sont placées dans 2 poules pour déterminer le tableau final.

### 2014-2015
- 1er tour : Il réunit toutes les équipes classées au-delà de la 19e place mondiale. Le nombre de groupes dépend du nombre de participants.
- 2e tour : Il réunit les équipes classées entre la 12e et la 19e place + les 16 meilleures équipes du 1er tour. Les 24 équipes sont divisées en 3 groupes de 8.
- Demi-finales : Elles réunissent les équipes classées entre la 1re et la 11e place + les 9 meilleures équipes du 2e tour. Les 16 équipes sont divisées en 2 groupes de 10.
- Finale : Elle réunit les 8 meilleures équipes des demi-finales (dont l'hôte). Les 8 équipes sont placées dans 2 poules pour déterminer le tableau final.

### 2016-2017
- 1er tour : Il réunit toutes les équipes classées au-delà de la 20e place mondiale. Le nombre de groupes dépend du nombre de participants.
- 2e tour : Il réunit les équipes classées entre la 12e et la 20e place + les 15 meilleures équipes du 1er tour. Les 24 équipes sont divisées en 3 groupes de 8.
- Demi-finales : Elles réunissent les équipes classées entre la 1re et la 11e place + les 8 meilleures équipes du 2e tour et un pays hôte qui ne participe pas au 2e tour. Les 16 équipes sont divisées en 2 groupes de 10.
- Finale : Elle réunit les 8 meilleures équipes des demi-finales (dont l'hôte). Les 8 équipes sont placées dans 2 poules pour déterminer le tableau final.

## Palmarès
| Année     | Or        | Argent           | Bronze     | 4e        | 5e        | 6e              | 7e        | 8e         |
| --------- | --------- | ---------------- | ---------- | --------- | --------- | --------------- | --------- | ---------- |
| 2012-2014 | Pays-Bas  | Nouvelle-Zélande | Angleterre | Australie | Belgique  | Inde            | Allemagne | Argentine  |
| 2014-2015 | Australie | Belgique         | Inde       | Pays-Bas  | Argentine | Grande-Bretagne | Allemagne | Canada     |
| 2016-2017 | Australie | Argentine        | Inde       | Allemagne | Belgique  | Espagne         | Pays-Bas  | Angleterre |

| Année     | Or        | Argent           | Bronze       | 4e         | 5e               | 6e        | 7e              | 8e           |
| --------- | --------- | ---------------- | ------------ | ---------- | ---------------- | --------- | --------------- | ------------ |
| 2012-2013 | Pays-Bas  | Australie        | Angleterre   | Argentine  | Nouvelle-Zélande | Chine     | Allemagne       | Corée du Sud |
| 2014-2015 | Argentine | Nouvelle-Zélande | Allemagne    | Chine      | Pays-Bas         | Australie | Grande-Bretagne | Corée du Sud |
| 2016-2017 | Pays-Bas  | Nouvelle-Zélande | Corée du Sud | Angleterre | Argentine        | Allemagne | États-Unis      | Chine        |

## Tableau des médailles
|   | Pays             | Médaille d'or, monde | Médaille d'argent, monde | Médaille de bronze, monde | Total |
| - | ---------------- | -------------------- | ------------------------ | ------------------------- | ----- |
| 1 | Australie        | 2                    | 0                        | 0                         | 2     |
| 2 | Pays-Bas         | 1                    | 0                        | 0                         | 1     |
| 3 | Argentine        | 0                    | 1                        | 0                         | 1     |
| 3 | Belgique         | 0                    | 1                        | 0                         | 1     |
| 3 | Nouvelle-Zélande | 0                    | 1                        | 0                         | 1     |
| 6 | Inde             | 0                    | 0                        | 2                         | 2     |
| 7 | Angleterre       | 0                    | 0                        | 1                         | 1     |

|   | Pays             | Médaille d'or, monde | Médaille d'argent, monde | Médaille de bronze, monde | Total |
| - | ---------------- | -------------------- | ------------------------ | ------------------------- | ----- |
| 1 | Pays-Bas         | 2                    | 0                        | 0                         | 2     |
| 2 | Argentine        | 1                    | 0                        | 0                         | 1     |
| 3 | Nouvelle-Zélande | 0                    | 2                        | 0                         | 2     |
| 4 | Australie        | 0                    | 1                        | 0                         | 1     |
| 5 | Angleterre       | 0                    | 0                        | 1                         | 1     |
| 5 | Corée du Sud     | 0                    | 0                        | 1                         | 1     |
| 5 | Allemagne        | 0                    | 0                        | 1                         | 1     |